# Emsauen zwischen Herbrum und Vellage
Die Emsauen zwischen Herbrum und Vellage sind ein Naturschutzgebiet in der niedersächsischen Stadt Papenburg und der Gemeinde Rhede (Ems) im Landkreis Emsland und in der Stadt Weener im Landkreis Leer.

## Allgemeines
Das Naturschutzgebiet mit dem Kennzeichen NSG WE 268 ist 867 Hektar groß. Davon entfallen 766 Hektar auf den Landkreis Emsland und 101 Hektar auf den Landkreis Leer. Es ist vollständig Bestandteil des FFH-Gebietes „Ems“ und des EU-Vogelschutzgebietes „Emstal von Lathen bis Papenburg“. Im Nordwesten grenzt es an das Naturschutzgebiet „Brualer Hammrich“ sowie im Norden an das Naturschutzgebiet „Vellage“. Von den beiden Naturschutzgebieten ist es jeweils durch den Emsdeich getrennt. Außerdem grenzt es an das Landschaftsschutzgebiet „Tuxxdorf-Nenndorf-Rhede/Brook“ und Teile des Landschaftsschutzgebietes „Emstal“.
Das Gebiet steht seit dem 14. Juni 2008 unter Naturschutz. In dem Gebiet ist das ehemalige, zum 2. August 1968 ausgewiesene, rund 185 Hektar große Naturschutzgebiet „Emsaltwasser bei Vellage“ (NSG WE 048) aufgegangen. Zuständige untere Naturschutzbehörden sind die Landkreise Emsland und Leer.

## Beschreibung
Das Schutzgebiet umfasst einen Abschnitt des eingedeichten Niederungsgebietes der Ems. Es liegt im Deichvorland zwischen der Straßenbrücke der Kreisstraße 158 bei Papenburg und dem Wehr bei Herbrum. Die Schleuse Herbrum sowie der Schleusenkanal oberhalb der Schleuse und ein Teil des Schleusenkanals unterhalb der Schleuse sind ausgenommen.
In einem Teil des Naturschutzgebietes wird der Tideeinfluss durch Verwallungen gesteuert, um im Bereich zwischen der Verwallung und dem Deich eine extensive Grünlandbewirtschaftung zu ermöglichen. Der übrige Teil unterliegt dem Einfluss der Tide.
Die Ausweisung als Naturschutzgebiet dient u. a. dem Schutz des Lebensraums Fluss z. B. für wandernde Fischarten, der vorhandenen Altwasser und sonstiger Stillgewässer, dem (Feucht-)Grünland, Röhrichten und Seggenrieden sowie naturnaher Auwälder.